# Lygodium wrightii
Lygodium wrightii là một loài dương xỉ trong họ Lygodiaceae. Loài này được Mett. ex Prantl mô tả khoa học đầu tiên năm 1881.
Danh pháp khoa học của loài này chưa được làm sáng tỏ. 